# Вилхелм фон дер Шуленбург
Ото Лудвиг Вилхелм Фердинанд фон дер Шуленбург (на немски: Otto Ludwig Wilhelm Ferdinand von der Schulenburg; * 15 юни 1806, Берлин; † 5 май 1883, Бетцендорф, Саксония-Анхалт) е благородник от род фон дер Шуленбург, фрайхер, наследствен кухненски майстер на Бранденбург, член на „Пруския Херенхаус“ в Кралство Прусия, пруски съветник на окръг Залцведел и директор на Алтмарк, правен-рицар на „Йоанитския орден“.

## Произход
Той е най-големият син на Леополд Вилхелм фон дер Шуленбург (1772 – 1838) и съпругата му Юлиана Шарлота фон Кирхбах (1785 – 1873), дъщеря на Ханс Готлиб фон Кирхбах (1739 – 1807) и Луиза София Рената фон Науендорф (1753 – 1813). Брат му Юлиус фон дер Шуленбург (1809 – 1893) е пруски генерал-лейтенант и дворцов маршал.
Шуленбург създава фондацията фидеикомис/fideicommissum Беетцендорф и Пробстай Залцведел.

## Фамилия
Първи брак: на 27 септември 1833 г. в чифлик Рющет в Бранденбург, с Берта Елизабет фон Ягов (* 6 януари 1813, Берлин; † 20 октомври 1835, чифлик Залцведел), дъщеря на наследствения ловен-майстор на Бранденбург Фридрих фон Ягов и графиня Аделаида фон Хаке. Бракът е бездетен.
Втори брак: на 28 април 1839 г. в Кликен с Клара Августа Амалия Хенриета фон Латорф (* 13 август 1819, Кликен; † 5 януари 1890, Бетцендорф), дъщеря на кралския пруски камерхер Карл Матиас фон Латорф, господар на имението Кликен-Оберхоф, и фрайин Амалия фон Хоувалд-Щраупитц. Те имат осем деца:
- Амалия Клара Юлия Берта фон дер Шуленбург (* 17 април 1840, Пропстай Залцведел; † 13 април 1859, Бранденбург, Хавел), омъжена за граф Густав Херман Александер фон Вартенслебен (* 6 март 1830; † 26 юни 1921)
- Вернер фон дер Шуленбург (* 2 август 1841, Пропстай Залцведел; † 28 септември 1913, Пропстай Залцведел), наследствен кухненски майстер, пруски майор, женен за Елиза фон Вутенау (* 1 август 1856; † 4 септември 1941)
- Клара Елизабет фон дер Шуленбург (* 21 септември 1842, Пропстай Залцведел; † 29 октомври 1915, Вернигероде), омъжена за чичо си граф Флоренц Бернхард фон дер Шуленбург (* 22 януари 1826, Примерн; † 9 октомври 1900, Баленщет); имат 8 деца

- Бернхард фон дер Шуленбург (* 15 февруари 1844, Пропстай Залцведел; † 12 февруари 1929, Пропстай Залцведел), граф, наследствен кухненски майстер, пруски генерал-майор, женен I. на 6 април 1880 г. в Любенау за графиня Матилда фон Линар (* 29 март 1855, Берлин; † 2 ноември 1894, Потсдам), дъщеря на граф Херман Максимилиан фон Линар (1825 – 1914) и графиня Берта Агнес Луиза фон Золмс-Барут (1832 – 1909), II. на 6 април 1880 г. в Любенау за фрайин Анна фон Велк (* 24 октомври 1865, Грос Крауше; † 13 април 1925, Пропстай Залцведел)
- Клара Марта фон дер Шуленбург (* 24 май 1845, Пропстай Залцведел; † 30 май 1925, Мьокерн, Магдебург), омъжена на 26 февруари 1867 г. в Пропстай Залцведел за граф Хилмар Фридрих Антон фом Хаген (* 16 май 1835; † 12 юни 1900)
- Фридрих Вилхелм Лудвиг Конрад фон дер Шуленбург (* 6 май 1848, Пропстай Залцведел; † 31 декември 1933, Шведт), граф, женен за графиня Мария Луиза фон Залдерн (* 9 септември 1857, Адерщет; † 12 април 1940, Берлин)
- Фридерика Вилхелмина Клара фон дер Шуленбург (* 16 декември 1849, Пропстай Залцведел; † 8 май 1936, манастир Дрюбек), омъжена на 16 април 1872 г. за граф Теодор фон Щолберг-Вернигероде (* 5 юни 1827; † 11 април 1902), син на граф Антон фон Щолберг-Вернигероде (1785 – 1854)
- Ото Валтер фон дер Шуленбург (* 27 ноември 1853, Пропстай Залцведел; † 27 декември 1870, Пропстай Залцведел)